# Helnæs Sogn
Helnæs Sogn er et sogn i Assens Provsti (Fyens Stift).
Helnæs fik sin egen kirke i 1618 og blev anneks til Sønderby Sogn, men i 1738 blev Helnæs Sogn et selvstændigt pastorat. Det hørte til Båg Herred i Odense Amt. Helnæs blev en selvstændig sognekommune. Den blev ved kommunalreformen i 1970 indlemmet i Haarby Kommune, som ved strukturreformen i 2007 indgik i Assens Kommune.
I Helnæs Sogn ligger Helnæs Kirke.
I sognet findes følgende autoriserede stednavne:
- Halen (areal)
- Helnæs (areal)
- Helnæs By (bebyggelse, ejerlav)
- Hvidklint (areal)
- Langøre (areal)
- Lindehoved (areal, bebyggelse)
- Maden (areal)
- Mosegård (bebyggelse)
- Toftegårde (bebyggelse)
- Toppen (areal)
- Trundkær Bakke (areal)